# We Do What We’re Told (Milgram’s 37)
We Do What We’re Told (Milgram’s 37) ist ein Lied des britischen Pop-Rock-Musikers Peter Gabriel aus dem Jahr 1986.

## Entstehung und Veröffentlichung
Die ursprüngliche Entstehung des Song geht in das Jahr 1979 zurück. Obwohl Gabriel den Song bereits 1980 zum ersten Mal live spielte, erschien er nicht auf seinem Album Peter Gabriel (Melt) aus diesem Jahr, sondern erst sechs Jahre später am 19. Mai 1986 auf seinem fünften regulären Solo-Studioalbum So. Es war der erste Song, der für dieses Album aufgenommen wurde.
Gabriel wollte bei seinen Auftritten 1980 die in den 1960er Jahren aufgezeichneten Schreie und Filmaufnahmen von den Experimenten zum Gehorsam gegenüber Autoritäten von dem US-amerikanischen Psychologen Stanley Milgram einbauen, aber dieser lehnte diese Bitte ab. Gabriel erinnerte sich daran, dass sein erstes Telefonat mit Milgram „herzlich“ war und er erfuhr, dass einige der Studenten des Sozialpsychologen Fans seiner Musik waren. Nachdem er sich jedoch mit seinen Kollegen beraten hatte, teilte Milgram Gabriel in einem zweiten Telefonat mit, dass „akademische Forschung und Unterhaltung keine glücklichen Bettgenossen sind“.
Auf der Tournee von 1980 fehlte bei der Aufführung von We Do What We’re Told (Milgram’s 37) die letzte Strophe, die bei der Aufnahme auf dem Album So zu finden ist. Diese Version enthielt ausschließlich den Text „we do what we're told, told to do“. Gabriel ermutigte damals das Publikum gelegentlich, den Refrain mitzusingen und bemerkte, dass „einige Leute die Ironie verstanden, aber nicht alle“.
We Do What We’re Told (Milgram’s 37) wurde in der Version von dem Album So erstmals auf Gabriels The Warm Up Tour am 14. Juni 2007 in Gelsenkirchen live gespielt. Auf der Back to Front Tour von 2012 bis 2014 wurde das Lied bei allen Konzerten live gespielt, da auf dieser Tournee anlässlich des 25-jährigen Jubiläums des Albums So dieses jeweils komplett in dritten Teil der Konzerte gespielt wurde. Es handelte sich dabei um die gleiche Tourband wie bei der This Way Up Tour von 1986 bis 1987, ergänzt um Linnea Olsson und Jennie Abrahamson. Eine Live-Aufnahme von zwei Konzerten Gabriels am 21. und 22. Oktober 2013 in der O2 Arena in London erschien am 23. Juni 2014 in dem Konzertfilm Back to Front: Live in London und dem gleichnamigen Livealbum.

## Hintergrund
Gabriel ließ sich bei der Erstellung des Liedtextes von Milgrams Buch Obedience to Authority: An Experimental View, das die Methoden und Beobachtungen des Sozialpsychologen bei seinen Gehorsamsexperimenten in den 1960er Jahren dokumentierte, inspirieren. Gabriel schrieb den Song in der Absicht, zu verstehen, warum Menschen in Situationen wie Kriegszeiten einander ‚schreckliche und barbarische Dinge antun‘. Als er dem Bristol Recorder seine Eindrücke von dem Buch schilderte, bemerkte Gabriel, wie bestimmte Teilnehmer versuchten, ihre Entscheidungen, anderen Menschen Schmerzen zuzufügen, zu rationalisieren.

„Viele Leute würden ihr Gewissen entlasten, indem sie sagen: „Das ist lächerlich, ich tue dieser Person weh und werde es nicht tun“. Und es gab eine ganze Reihe geplanter Antworten der „Autorität“, von denen eine lautete: „Es ist notwendig, dass dieses Experiment weitergeht“. Die Leute schienen oft das Gefühl zu haben, dass es in Ordnung ist, wenn sie einmal verbal protestiert haben, dass sie ihren Teil getan haben und nun weitermachen können. Und einige machten sich sogar einen Spaß daraus und lachten, während sie diese Knöpfe drückten.“

We Do What We’re Told (Milgram’s 37) war einer der fünfzehn Songs, an denen Gabriel für sein Album Peter Gabriel (Melt) aus dem Jahr 1980 arbeitete, aber er wurde schließlich nicht auf dem Album aufgenommen. Zu dieser Zeit hatte der Song den Arbeitstitel Milgram’s 37, dieser Name wurde jedoch später in den Untertitel verschoben. In einem Interview mit Melody Maker aus dem Jahr 1980 sagte Gabriel, der Song würde entweder als Single veröffentlicht werden, auf einer 12-Inch-Single erscheinen oder auf seinem nächsten Album enthalten sein. Der Song wurde jedoch nicht auf Gabriels Album Peter Gabriel (Security) von 1982 veröffentlicht, obwohl er dafür in Erwägung gezogen wurde.
Als die So-Sessions 1985 begannen, war We Do What We’re Told (Milgram’s 37) der erste Song, an dem Gabriel arbeitete. Die Backing-Tracks waren bereits während der Aufnahmesessions für Gabriels Album ‚Peter Gabriel (Melt) von 1980 fertiggestellt worden. David Rhodes nahm zwei Gitarrenspuren auf einer Fender Jazzmaster auf und benutzte die Wang-Bar des Instruments, um halbe Noten und gerade Viertelnoten absteigend von A bis F♯ zu spielen. Die Originalaufnahme enthielt einige Geräusche, die in der Version auf So weggelassen wurden, darunter das Weinen eines Babys. Rhodes bezeichnete diese Version des Songs als „sehr beunruhigend“ und beschrieb den endgültigen Mix als vergleichsweise „optimistischer“.
Gabriel war der Meinung, dass „We Do What We're Told (Milgram's 37)“ der einzige Song auf So war, der mehr auf Textur und Atmosphäre als auf Melodie setzte. Die pulsierenden Effekte wurden mit einem Prophet-5-Synthesizer und einem Fairlight CMI erzeugt, wobei letzterer auch zur Bearbeitung von Gabriels Gesang verwendet wurde.

## Inhalt und Bedeutung

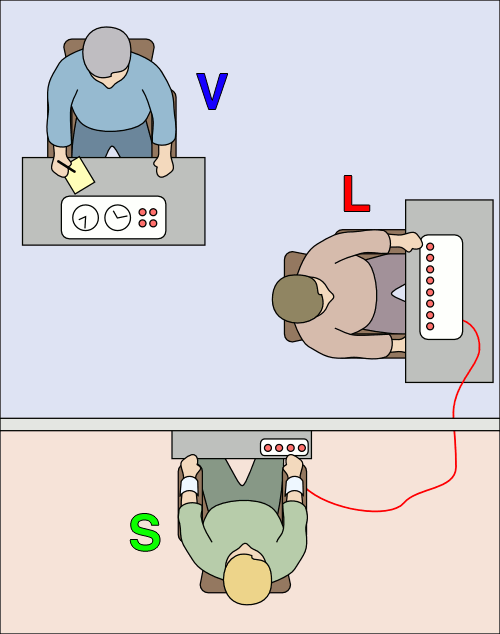
Versuchsaufbau des Milgram-
Experimentes:
V = Versuchsleiter,
L = Lehrer, S = Schüler

Peter Gabriel wurde zu dem Lied durch das Milgram-Experiment inspiriert, die der Psychologe Stanley Milgram 1961 an der Yale University durchführte. Milgram versuchte, Gehorsam und Konformität zu messen, indem er feststellte, ob ein Teilnehmer bereit war, einer Person auf Verlangen einer Autoritätsperson tödliche Stromschläge zu verabreichen. In der 18. Variation des Experiments verabreichten 37 der 40 Teilnehmer einer anderen Person, die von einem Schauspieler gespielt wurde, der ihnen vorspielte echte Elektroschocks zu bekommen, in einer Nebenhandlung angeblich Stromstöße mit einer elektrischen Spannung von 450 Volt. Gabriel widmete We Do What We’re Told (Milgram’s 37) denjenigen, die sich weigerten, die Anweisungen der Autoritätsperson zu befolgen.

### Ablauf der Versuche
Die Milgram-Experimente, die den Teilnehmern fälschlicherweise als Gedächtnistest präsentiert wurden, sollten stattdessen die Bereitschaft von Einzelpersonen zu Handlungen beobachten, die ihre moralischen Wertvorstellungen und ihr persönliches Gewissen in Frage stellten. Die Teilnehmer schlüpften in dem Experiment in die Rolle des „Lehrers“ und stellten dem Schüler, der sich in einem separaten Raum befand, eine Reihe von Gedächtnisfragen. Der Lehrer wurde vom „Versuchsleiter“ angewiesen, jedes Mal, wenn der Schüler die Frage nicht richtig beantwortete, einen Elektroschock zu verabreichen und die Spannung zu erhöhen. Die elektrischen Spannungen reichten von 15 Volt bis 450 Volt; letztere waren mit einem Hinweis „Gefahr: Schwerer Schock“. Die Teilnehmer wussten nicht, dass der Schüler von einem Schauspieler gespielt wurde, der für seine falschen Antworten in Wirklichkeit keine Elektroschocks erhielt.
Während der Simulationen konterte der Versuchsleiter, der ebenfalls von einem Schauspieler gespielt wurde, etwaige Einwände des Lehrers, indem er auf der Notwendigkeit bestand, das Experiment fortzusetzen. Damit sollte die Bereitschaft von Personen ermittelt werden, auf Anweisung einer Autoritätsperson Schmerzen zuzufügen. Milgrams Kollegen gingen davon aus, dass nur ein kleiner Prozentsatz der Teilnehmer die Höchststrafe eines 450-Volt-Schocks verabreichen würde, aber die Vollzugsquote war höher als erwartet.
In Milgrams 18. Variante des Experiments versetzten die Teilnehmer den Schülern nicht direkt den Elektroschock, sondern halfen einem Vertrauten bei der Durchführung dieser Aufgabe, indem sie dem Schüler den Wortpaartest vorsprachen. Experiment 18 ergab die Gehorsamsrate von Milgrams Simulationen, bei der 37 der 40 Teilnehmer bis zum Ende durchhielten. Gabriel gab 1986 in einem Interview mit Armando Gallo eine andere Erklärung für den Titel, indem er sagte, er beziehe sich auf Milgrams erste Variante des Experiments, bei der 37 Prozent der Freiwilligen sich weigerten, den Anweisungen zu gehorchen, die Ungehorsamkeitsrate bei diesem Experiment lag jedoch tatsächlich bei 35 Prozent.

## Musik
We Do What We're Told (Milgram's 37) ist der am meisten düsterste Song auf Gabriels Album So. Er beginnt mit düster klingenden Keyboards und Orgel über einem entfernten, stark bearbeiteten Schlagzeug und erinnert ein wenig an die düsteren Stimmungen der Alben Peter Gabriel (Melt) und Peter Gabriel (Security). Bei 0:50 kommen verzerrte E-Gitarren hinzu, die die Spannung langsam steigern, während Gabriels erster Gesang kurz darauf im Hintergrund zu hören ist und der Refrain erst bei 1:42 einsetzt. Im letzten Abschnitt ist Gabriel wieder alleine zu hören und fasst das Konzept des Songs und des Milgram-Experiments mit den Versen zusammen: „One doubt / One voice / One war / One truth / One dream“ (=„Ein Zweifel / Eine Stimme / Ein Krieg / Eine Wahrheit / Ein Traum“).

## Verwendung in anderen Werken
We Do What We’re Told (Milgram’s 37) wurde in der  US-amerikanischen Fernsehserie Miami Vice in insgesamt zwei Folgen verwendet. Zuerst war das Lied in der 11. Folge der 3. Staffel mit dem Titel Und vergib uns unsere Schuld (Originaltitel: Forgive Us Our Debts) und ein weiteres Mal in der 21. Folge der 4. Staffel mit dem Titel Der Mann aus der Todeszelle (Originaltitel: Deliver Us From Evil) zu hören.
We Do What We’re Told (Milgram’s 37) ist der vierte von insgesamt fünf Songs aus Gabriels Album So, die in Miami Vice verwendet wurden, die anderen sind Red Rain, Mercy Street, Sledgehammer und Don’t Give Up. Das macht So zu einem der am stärksten vertretenen Alben der gesamten Serie.

## Mitwirkende
(Quelle:)

### Musiker
- Peter Gabriel – Hauptgesang, Piano, Fairlight CMI, Prophet-5
- Jerry Marotta – Schlagzeug
- David Rhodes – E-Gitarre
- Lakshmi Shankar – Geige

### Technisches Personal
- Dave Bascombe – Aufnahme-Toningenieur
- Peter Gabriel – Musikproduzent, Songwriter, Komposition
- Kevin Killen – Toningenieur
- Daniel Lanois – Musikproduzent

## Rezensionen
In einem Konzertbericht über Gabriels Auftritt 1980 in Birmingham beschrieb John Orme von dem britischen Musikmagazins Melody Maker das Lied als „mechanisch schreitendes Stück pawlowscher Untersuchung“.
Tim Holmes von der US-amerikanischen Musikzeitschrift Rolling Stone konzentrierte sich auf die thematischen Elemente der Texte und sagte, dass sie eine „Note demütiger Resignation“ signalisierten und „einen kurzen Seufzer angesichts der Erkenntnis, dass wir von Kräften außerhalb unserer Kontrolle programmiert werden“. Jon Pareles von der  New York Times verglich den Klang des Schlagzeugs mit „einem Herzschlag, den man im Mutterleib hört“.
In seiner Rezension zum 25-jährigen Jubiläum des Albums So bezeichnete John Lewis von der britischen Musikzeitschrift Uncut das Lied We Do What We’re Told (Milgram’s 37) als eine „oft übersehene...Eno-artige Miniatur, die gerade dann endet, wenn sie interessant wird.“ Während David Buckley von der britischen Musikzeitschrift Mojo lauwarm über das Album So urteilte, hob er We Do What We’re Told (Milgram’s 37) lobend hervor und sagte, es sei der einzige Song auf dem Album, der Gabriels „gewagte Vergangenheit“ demonstriere. Der Peter-Gabriel-Biograf Daryl Easlea, bezeichnete den Song in seinem Buch Without Frontiers: The Life and Music of Peter Gabriel als „letztes Bindeglied“ zu Gabriels Material aus den frühen 1980er Jahren und verglich ihn mit dem Titel Lead a Normal Life von Gabriels Album Peter Gabriel (Melt) aus dem Jahr 1980. In seinem Buch Peter Gabriel: Every Album, Every Song beschrieb der Autor Graeme Scarfe Gabriels Gesangsleistung als „katatonisch“ und sagte, dass der Text einem Mantra ähnelte.
Der britische Komponist, Songwriter und Musiker Peter Hammill kritisierte den Song, da er seiner Meinung nach die Botschaft des Ausgangsmaterials nicht richtig vermitteln konnte:

„Für jemanden, der nichts über Milgram weiß, stellt es einfach eine weitere kafka-artige Vision dar... Man will, dass Leute, die nichts über [die Milgram-Experimente] wissen, sich dafür interessieren; man will, dass Leute, die nichts darüber wissen, ihre Wahrnehmung in irgendeiner Weise ändern oder ihnen zumindest eine alternative Sichtweise präsentieren. Der einzige Grund, warum ich das erwähne, ist, dass ich glaube, dass er Elemente davon in andere Quests einbringt. Biko ist natürlich ein epischer Standpunkt, gerade weil er vom Alltäglichen zum absolut Globalen übergeht, und das ist es, was ‚Milgram’s 37 ‘ nicht tut.“